# Carretera Federal 14
La Carretera Federal 14 es una carretera mexicana, se divide en dos secciones poco relacionadas, una en el estado de Sonora y otra en el estado de Michoacán.
La primera sección recorre el de estado de Sonora, inicia en Moctezuma y termina en Hermosillo, tiene una longitud de 164 km, este tramo es conocido como la "la ruta de la sierra".
La segunda sección recorre el estado de Michoacán, inicia en Morelia y termina en Uruapan, tiene una longitud de 113 km.
Las carreteras federales de México se designan con números impares para rutas Norte-Sur y con números pares para las rutas Este-Oeste. Las designaciones numéricas ascienden hacia el Sur de México para las rutas Norte-Sur y ascienden hacia el Este para las rutas Este-Oeste. Por lo tanto, la carretera federal 14, debido a que su trayectoria es Este-Oeste, tiene la designación de número par, y por estar ubicada en el Noroeste de México le corresponde la designación N° 14.

## Sonora
Longitud = 164 km
- Moctezuma - Carretera Federal 17
- Mazocahui
- Ures
- San Pedro el Saucito
- Hermosillo - Carretera Federal 15

## Michoacán
Longitud = 113 km
- Morelia - Carretera Federal 15
- Lagunillas
- El Manzanillal - Carretera Federal 14D
- Pátzcuaro - Carretera Federal 120
- Huiramangaro
- Tingambato
- Uruapan - Carretera Federal 37